# Quilho
Quilho é uma localidade portuguesa na freguesia de Espinho, concelho de Mortágua, distrito de Viseu . Tem cerca de 94 habitantes.[carece de fontes?] É uma povoação muito antiga, provavelmente de fundação romana, como indica o seu topónimo.

## Toponímia
Pensa-se que o topónimo Quilho seja de origem romana, como sendo terras sob o domínio de um senhor de seu nome Aquilius.

## Património
Existem nesta localidade duas capelas (a de Quilho, na Rua dos Nortes e a das Almas de Vale Sobreiro na Rua da Capela), um parque de merendas  com campo de futsal ao ar livre e dois fontenários públicos. São ainda dignos de referência as ruínas de três pequenos moinhos: dois moinhos de água junto ao parque de merendas e um moinho de vento no cabeço do Valouro.